# Wasserabscheider

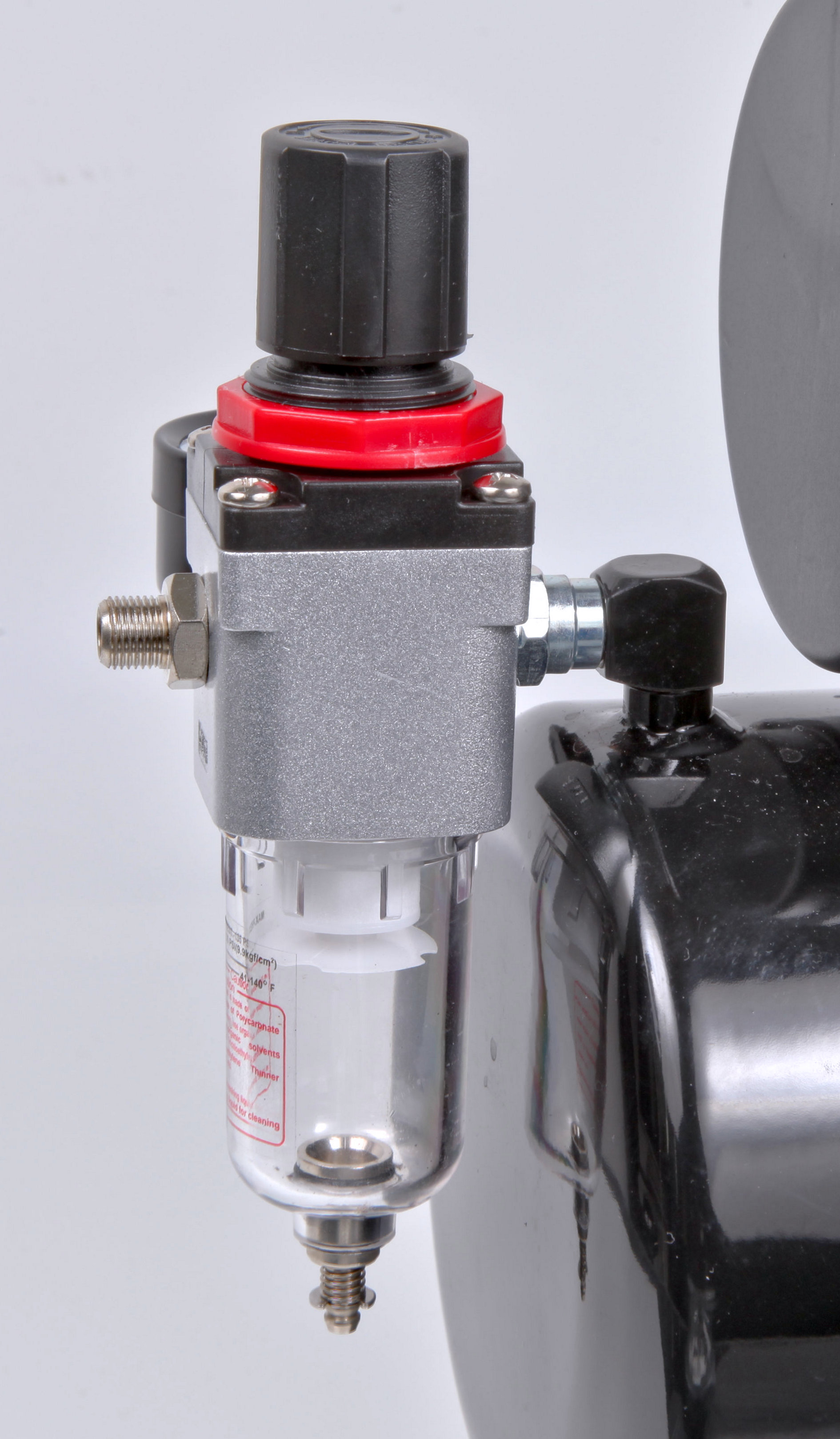
Wasserabscheider

Ein Wasserabscheider ist eine technische Vorrichtung, um aus Gasgemischen, Aerosolen (Nebel) oder Suspensionen Wasser abzutrennen.
Beispielsweise sind in Druckluftsystemen, Treibstoffanlagen und Ölheizungen Wasserabscheider eingebaut. Sie arbeiten nach einem mechanischen Trennverfahren. Die Entwässerung der Wasserabscheider, also das Entfernen des gesammelten Wassers, kann manuell oder automatisch geschehen. Mechanische Wasserabscheider werden auch als Sedimenter bezeichnet.

## Wasserabscheider bei Schiffsmotoren
Schiffsdiesel hat immer Wasseranteile und ist mehr oder weniger verschmutzt. Das Wasser kann schon im gelieferten Kraftstoff enthalten sein, oder entsteht durch Kondenswasser aus der Luft im Tank durch tag- und nachtbedingte Temperaturunterschiede. Da Wasser schwerer ist als Diesel, setzt es sich am Tankboden ab. Bei rauher See wird es aufgewühlt und es bildet sich eine Emulsion von Wasser und Diesel.
Wasser im Treibstoff führt zu Korrosion an allen Metallteilen. Zusätzlich verliert Diesel durch die Verdünnung mit Wasser seine Schmierfähigkeit. Dadurch kann die Einspritzpumpe festfressen, was zum Ausfall des Motors führt. Wasser im Zylinder führt zum Totalausfall des Motors.
Der Wasserabscheider trennt Wasser und Diesel durch Verwirbelung. Das schwerere Wasser setzt sich unten am Boden ab. Der Wasserstand ist regelmäßig zu kontrollieren, besonders bei langen Motorfahrten. Mit einer Ablassschraube kann das gesammelte Wasser abgelassen werden. Das Öl-Schmutzwasser ist sorgfältig zu sammeln und im Hafen fachgerecht zu entsorgen.
Wenn der Motor zu stottern beginnt, ist Verstopfung des Wasserabscheiders und/oder der Filter eine häufige Ursache, häufig durch aufgewühlten Schmutz im Tank bei Seegang oder Ansaugen von Wasserablagerungen am Tankboden, beides besonders bei geringer Tankrestmenge.
Der Kraftstofffilter hält Feststoffpartikel und Schmutz zurück, damit die Kraftstoffpumpe geschont wird und die Einspritzdüsen vor Verstopfung und Verschleiß geschützt werden.
Der Wasserabscheider sitzt immer vor dem Kraftstofffilter, damit dieser nicht durch die verklumpende Emulsion verstopft wird. Bei kleineren Schiffen wird oft ein Kombifilter – Brennstofffilter mit Wasserabscheider – in einem gemeinsamen Gehäuse verbaut, da leichter zu warten und kostengünstiger. Die Filter sitzen nahe am Tank, damit auch die Brennstoffleitungen geschützt sind. Filter werden oft doppelt ausgeführt, damit man bei Verstopfen (Motor beginnt zu stottern) einfach umschalten kann.

## Verwendung in der Chemie im Labormaßstab

Dean-Stark-Apparatur zur Wasserabscheidung aus einem Reaktionsgas. Links unten (2) das Reaktionsgefäß, rechts unten (10) das Wassersammelgefäß.

In der Chemie bezeichnet man als Wasserabscheider ein Glasgerät, das zur azeotropen Destillation (Schleppmitteldestillation) verwendet wird und die kontinuierliche Phasentrennung zwischen Schleppmittel und Wasser ermöglicht. Sie wurden 1920 von Ernest Woodward Dean und David Dewey Stark erfunden, während sie in der Forschungsstation des Pittsburgh Bureau of Mines den Wassergehalt von Rohölproben bestimmten. Im englischen Sprachraum wird ein solcher Wasserabscheider daher meist als Dean-Stark-Apparatur bezeichnet.
Dabei wird die Reaktionsmischung (1) am Rückfluss erhitzt und verdampft (2). Analog zu einer Vigreux-Destillation können zusätzliche Böden eingefügt werden (3), um die Reinheit zu verbessern. Mittels Thermometer (4) wird die Siedetemperatur des Azeotrops kontrolliert (4), das am Kühler (5) wieder kondensiert. Durch die Kondensation trennt sich die Wasserphase von der organischen Phase und kann aufgefangen (9) und gemessen (10) werden. Da Wasser im Allgemeinen eine höhere Dichte hat als das verwendete organische Lösungsmittel sinkt es nach unten, während das überschüssige Lösungsmittel in den Kolben (1) zurückfließt. Ist das einmal nicht der Fall (Dichlormethan als Lösungsmittel) muss ein inverser Wasserabscheider verwendet werden. Häufig wird dieses Verfahren angewandt, um Wasser kontinuierlich aus einer Reaktion zu entfernen und damit das Gleichgewicht zugunsten des Produkts zu verschieben (z. B. bei Veresterungen).
Beliebte Schleppmittel sind hierfür Toluol oder Cyclohexan. Informationen zu binären Gemischen, deren Zusammensetzung sowie Siedepunkte kann man Datenbanken entnehmen.

## Weitere Beispiele

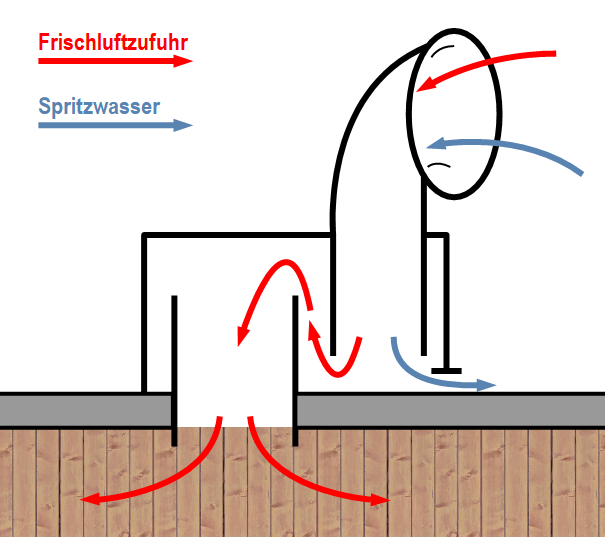
Dorade-Lüfter

- Reinigung der Ansaugluft bei Wasserfahrzeugen, vgl. AquaScooter#Antrieb
- Reinigung der Frischluft beim Dorade-Lüfter